# Kyopoda lamberti
Kyopoda lamberti is een neteldier uit de klasse Staurozoa. 
Het dier komt uit het geslacht Kyopoda en behoort tot de familie Kyopodiidae. Kyopoda lamberti werd in 1988 voor het eerst wetenschappelijk beschreven door Larson.